# 藤堂高明
藤堂 高明（とうどう たかあき）は、伊勢国津藩一門藤堂出雲家第3代。第6代藩主藤堂高治の父。

## 家系
藤堂出雲家は、藤堂高虎の異母弟高清に始まる。宗家の津藩主5代藤堂高敏で高虎の血統が絶え、高明の四男高治が養子として6代藩主となって以降は藩主が出雲家の血を引くこととなる。
文武に秀でた人物を多く輩出している。藤堂高英陸軍中将は子孫。

## 略歴
正保2年（1645年）10月22日、津藩騎将（番頭）藤堂高英の子として生まれる。承応元年（1652年）3月、幕府の証人として江戸に下る。
寛文5年（1665年）、大名の家臣に対する証人制度の廃止後も江戸に留まり、寛文8年（1668年）4月25日に津に戻る。
元禄17年（1704年）2月17日に父高英が死去し、4月17日に知行7000石、藤堂出雲家の家督を相続し、騎将となる。
宝永8年（1711年）3月3日に隠居し、同月15日に死去。享年67。家督は嫡男の高武が相続した。

## その他
四男の藤堂高治は享保8年（1723年）9月、藤堂高陳の養子となり久居藩主となる。さらに享保13年（1728年）、藤堂高敏の養子として津藩主となった。以降、高虎の血統は断絶し高清、高明の子孫が代々津藩、久居藩の藩主となる。